# Léon Silvestre
Léon Silvestre (* 21. Juli 1896 in La Tour-d’Aigues; † 19. Juni 1965 ebenda) war ein französischer Politiker. Von 1932 bis 1942 war er Abgeordneter der Abgeordnetenkammer.
Silvestre war beruflich Lehrer und zählte zunächst zu den militanten Mitgliedern der SFIO. 1932 zog er für diese über das Département Gard in die Abgeordnetenkammer ein. 1936 wurde er wiedergewählt. Im Juli 1940 stimmte er für das Ermächtigungsgesetz des Vichy-Regimes. Formell blieb er noch bis 1942 Mitglied der Abgeordnetenkammer. Silvestre war bis zu seinem Tod 1965 nicht erneut in der überregionalen Politik tätig.